# Nationalflag
Et nationalflag er et flag, som borgerne i et land har ret til at flage med på landjorden. Et tilsvarende flag til brug til søs kaldes et koffardiflag, mens et flag, som kun statsinstitutioner må bruge, kaldes et statsflag. Et orlogsflag er et statsflag, som benyttes af flåden.
I Danmark er Dannebrog som stutflag såvel national- som koffardiflag.
Studiet af flag kaldes vexillologi.

## Lande som har navngivet deres flag
- Brasilien - Bandeira Auriverde
- Danmark – Dannebrog
- Frankrig – Tricolore
- Færøerne – Merkið
- Italien – Tricolore
- Japan – Hinomaru (solens cirkel).
- Malaysia – Jalur Gemilang / Glorious Stripes
- Portugal - Bandeira das Quinas
- Storbritannien – Union Jack
- Tyskland – Schwarz-Rot-Gold
- USA – Stars and Stripes / Old Glory
- Republikken Kina – Blue Sky, White Sun, and a Wholly Red Earth